# بافلوفا (طعام)

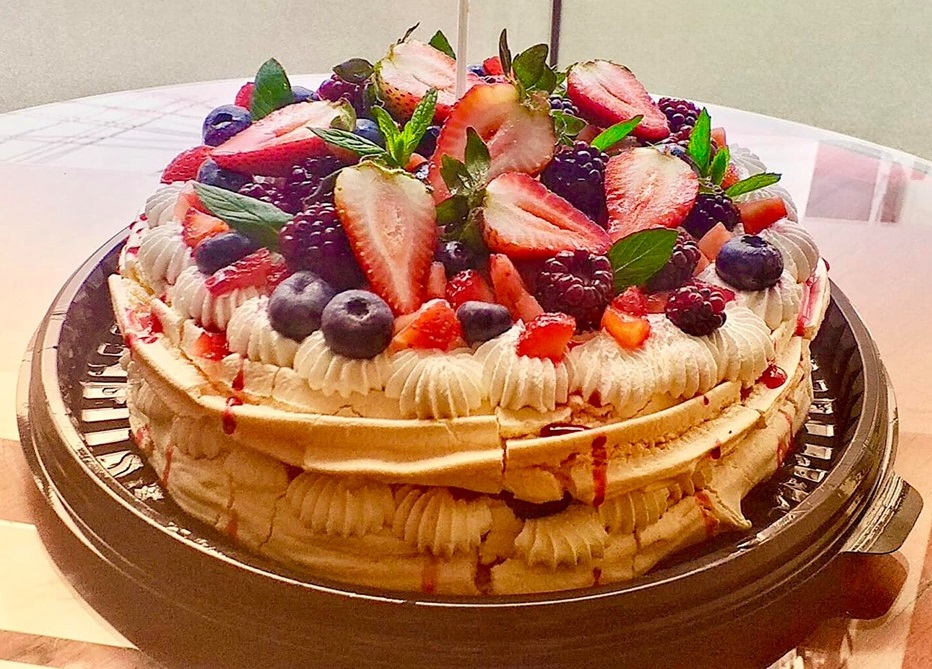

بَفلوفة هي حلوى سميت باسم راقصة الباليه الروسية الشهيرة آنا بافلوفا، الحلوى هي ذات شكل متموج من الخارج لكنها خفيفة ورقيقة من الداخل.
يعتقد أن هذه الحلوى قد صنعت خصيصا لتكريم الراقصة خلال رحلتها إلى نيوزيلندا وأستراليا. يعد الموطن الأصلي لهذه الحلوى مصدر جدال ونزاع بين كل من الدولتين.
تعد هذه الحلوى إحدى الأطباق الشعبية وأحد الأطباق الهامة في المطبخ في كل من أستراليا ونيوزيلندا.
ولسهولة وصفتها، تقدم كثيراً خلال وجبات الاحتفالات والعُطل. ويعرف هذا النوع من الحلوى غالباً في فصل الصيف، إلا أنه يتم تناوله طوال السنة في كثير من البيوت الأسترالية والنيوزيلاندية.

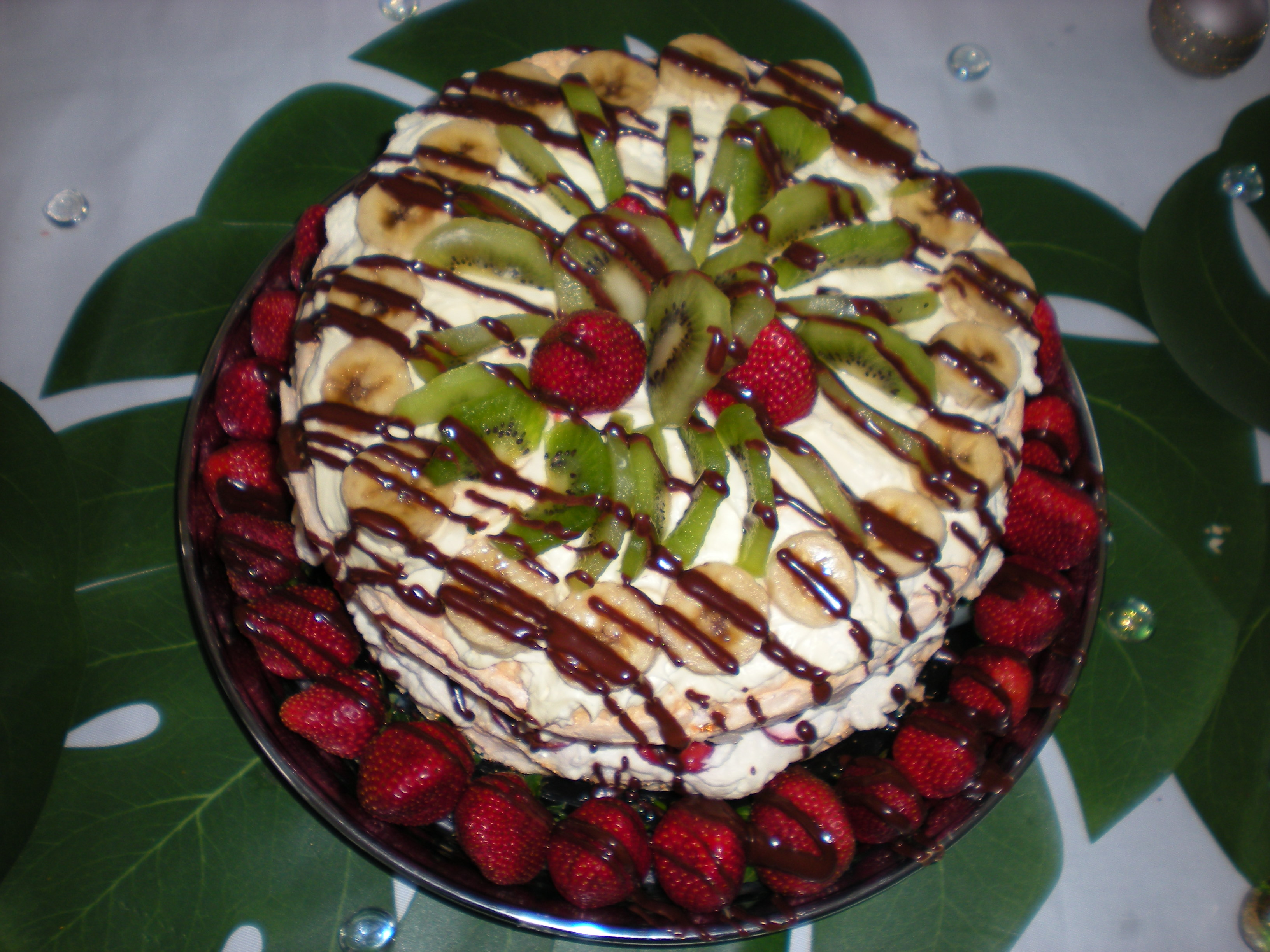
بَفلوفة

## التحضير
المقادير:
بياض أربع بيضات
ملعقة صغيرة من عصير الليمون أو الخل
220 غرام سكر (يفضل سكر بودرة)
الطريقة :

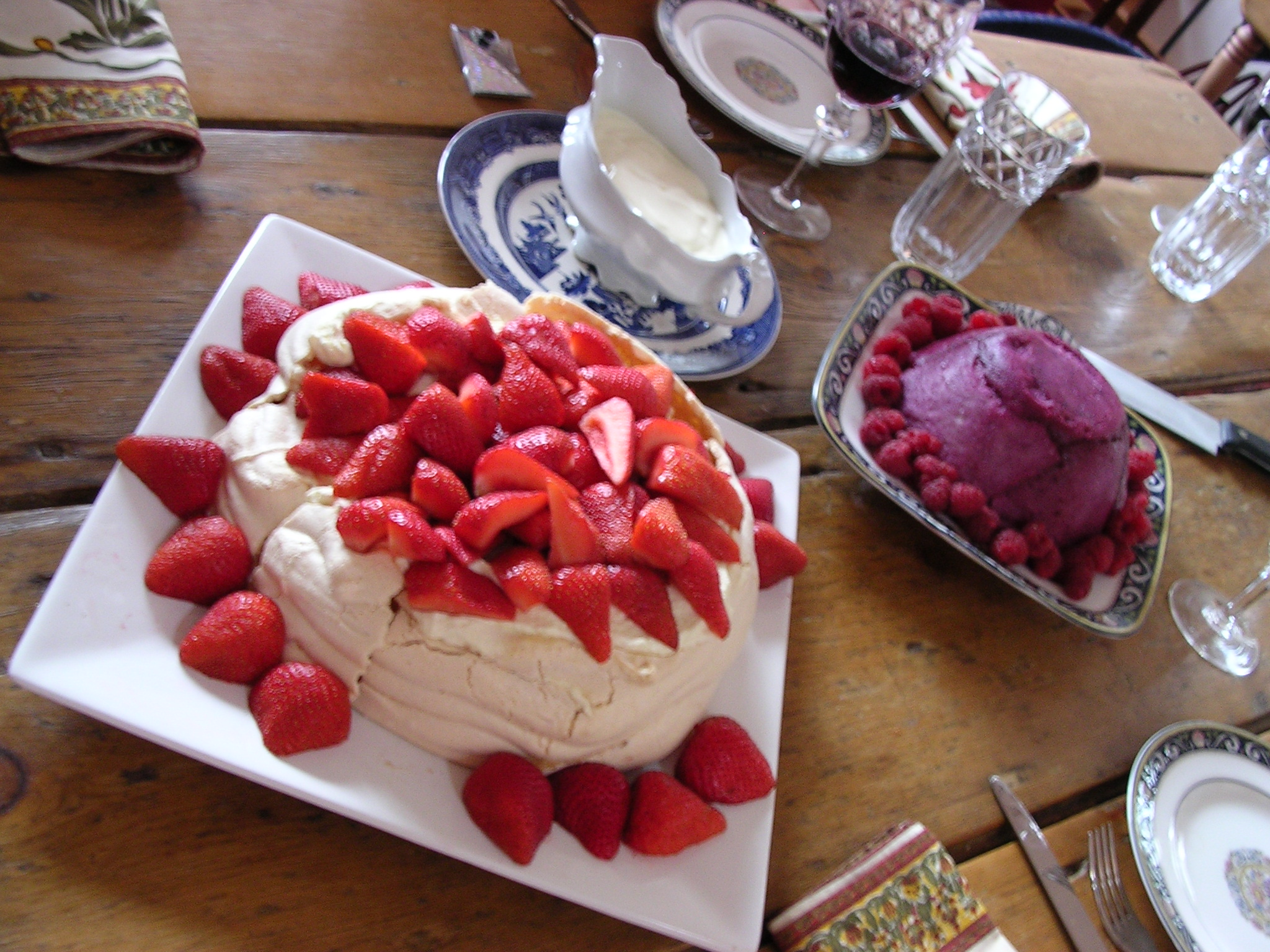
حلوى بافلوفا

يخفق بياض البيض جيدا وبسرعة عالية حتى يبدأ في التكتل وكلما زدنا مدة الخفق كلما كان أفضل حتى يدخل الهواء إلى المزيج ويساعد في انتفاخه.
يضاف السكر ببطء ويخفق حتى يذوب السكر تماما.. يجب التأكد من ذوبان السكر تماما حتى تنجح هذه الوصفة، وذلك عن طريق فرك المزيج بين الأصابع.. إذا أحسست بأي حبيبات للسكر أعد الخفق مرة أخرى. يصب المزيج فوق صينية مغطاة بورق الزبدة، ويدخل في فرن حرارته 150 لمدة نصف ساعة، ثم تخفف الحرارة إلى 120 ويترك ل 45 دقيقة أخرى.
تترك البَفلوفة في الفرن وبابه مفتوح حتى تبرد ثم تزين بالكريمة والفاكهة الموسمية.

## البَفلوفة وحملة نيوزيلندا الإعلامية
في عام 2007 قامت شركة NZI للتأمين بعمل حملة إعلامية شاملة لتسليط الضوء على الرموز التاريخية في نيوزيلندا وكانت بَفلوفة من بين هذه الرموز (شركة NZI شركة أسترالية).

## أكبر بَفلوفة في العالم
احتفل متحف تى بابا الوطني بمدينة ولينغتون النيوزيلاندية في عام 1999 بصنع أكبر بَفلوفة في العالم، وسميت باسم بافزيلا على غرار جودزيلا. قام بتقطيع البافزيلا رئيس الوزراء النيوزيلاندي في ذلك الوقت جيني شيبلي.